# De bello Africo
Sobre la guerra de África (en latín, De bello Africo) es un libro que forma parte del corpus cesariano. Su autoría es controvertida, aunque hay acuerdo entre los estudiosos de que Julio César no fue su autor. Detalla las campañas de César contra sus enemigos republicanos en la provincia de África.